# Suzuki Swift
A Suzuki Swift a Suzuki Motor Corporation legnépszerűbb, részben Magyarországon gyártott kiskategóriás autója. Több mint 10 millió darabot gyártottak belőle világszerte. Japánban 1983-tól 1998-ig Suzuki Cultus modellnéven forgalmazták. Észak-Amerikában Suzuki Forsa volt a neve (ill. Geo Metro). Jelenleg Japánban, Mexikóban és Magyarországon a hatodik, az Egyesült Államokban pedig a nyolcadik generációját gyártják.

## Története
Az  első generációt 1983-tól gyártották, eredetileg SA-310, majd 1986-tól Swift  néven. 993 cm³-es, 3 hengeres motorja 50 LE (37 kW) leadására volt képes, 0-ról 100 km/h-ra (67 mph) 17,9 másodperc alatt gyorsult fel. Végsebessége 141 km/h (88 mph) volt. Motorját (G10) rendkívül könnyűre építették, mindössze 63 kg-ot nyomott. A kis autó felfüggesztését a Suzuki Altótól kölcsönözték.

## A modell egyéb elnevezései
A Swiftet az elmúlt két évtizedben különböző piacokon más-más néven árusították: 
- Pontiac Firefly (1985 – 1988, 1989 – 1991, 1995 – 2000 Kanada)
- Suzuki Forsa (1985-1988 USA)
- Chevrolet Sprint (1985 – 1988 USA / Kanada / Chile)
- Geo Metro (1989 – 2001 USA / Kanada)
- Maruti Esteem és Maruti Swift (India)
- Subaru Justy (Európa)
- Suzuki Jazz – Sedan (Chile)
- Suzuki Cultus (Pakisztán és Japán)
- Lingyang, Changan Chana, Gazelle, (Kína)
- Holden Barina (1985-1994 Ausztrália)

Japánban Swift néven forgalmazták a Suzuki Ignist.

## Generációi

### Suzuki Swift MK1 (1983–1988)

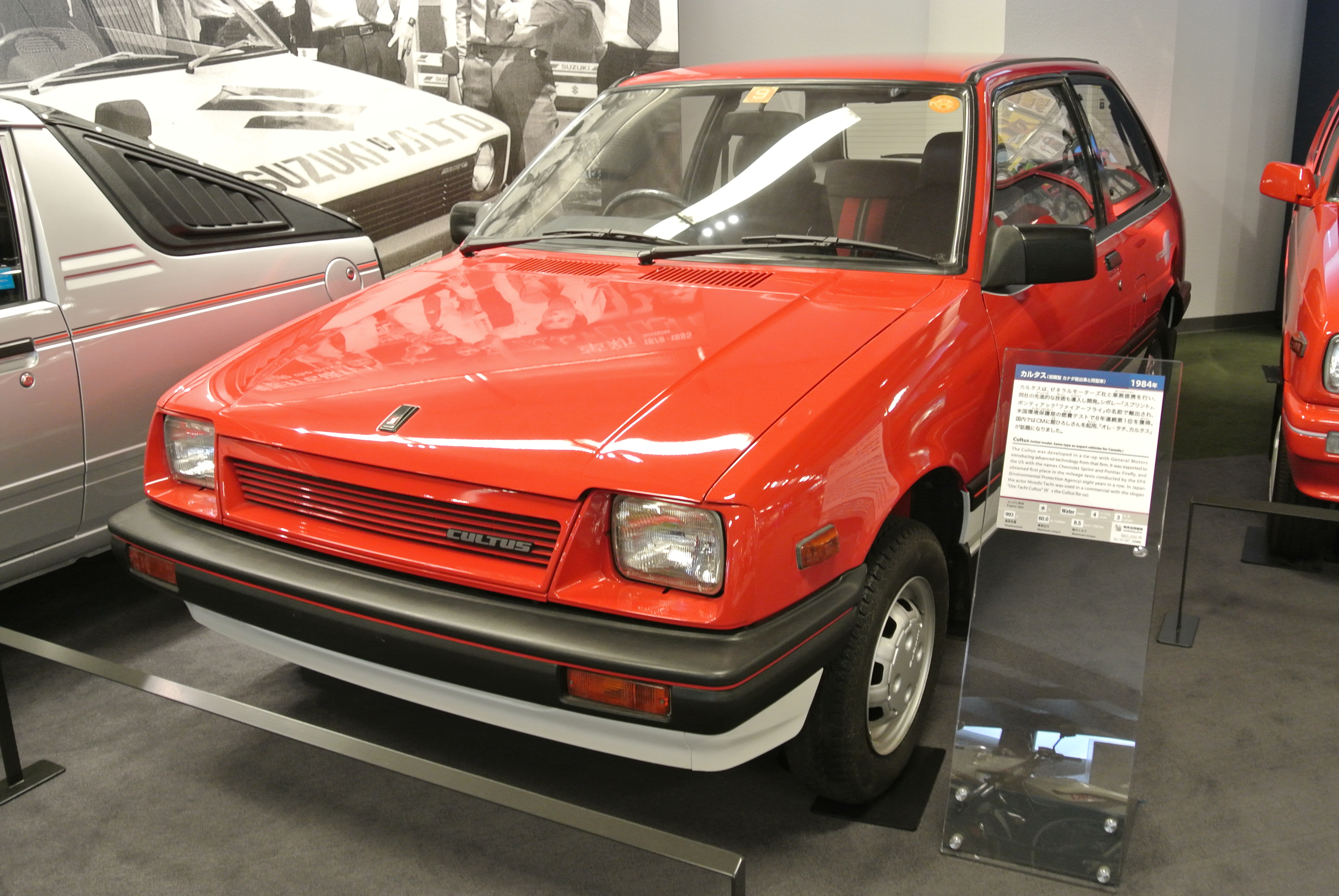
Suzuki Swift 1983 – 1988

Az MK1-es Swiftek karburátoros vagy befecskendezéses 1.0 (G10) illetve 1.3 literes (G13) motorral készültek. Az 1.0-sokból két változat volt elérhető: a GA és a GL (napfénytetővel, légkondicionálóval).
Rövidesen a típus legkiemelkedőbb darabjává a GTi vált. Ezt a változatot G13B jelzésű, 4 hengeres, 16 szelepes, 1.3 literes DOHC (Twincam) motor hajtotta. (DOHC = Double Over Head Camshaft – Kettős tengelyű, felül vezérelt, felül szelepelt vezérmű)
A GTi hajtómű 10:1 arányú sűrítés mellett 101 LE-t (76 kW) adott le. Az autó végsebessége ezzel a felszereltséggel 196 km/h volt (gyári adat). A modell és későbbi módosított változatai a Távol-Kelettől Európán át Dél-Amerikáig nagy népszerűségnek örvendtek (főként a fiatalok körében), sőt, Ausztráliában is komoly kultuszuk alakult ki. Észak-Amerikában ekkor az 1.0-sok futottak Chevrolet Sprint, Pontiac Firefly és Suzuki Forsa néven. A ritkaságnak számító, turbófeltöltővel felszerelt Chevrolet Sprint Turbot rövid ideig, 1987 – 1990 között gyártották.

### Suzuki Swift MK2 (1988–1993)

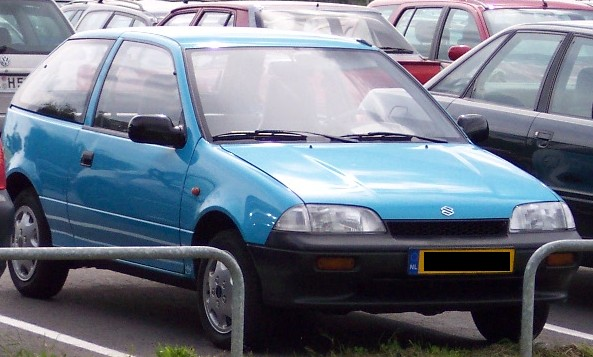
Suzuki Swift 1988 – 1993

Az MK2-esek már megváltozott külsővel, gömbölydedebb formával és több lengőkaros független hátsó futóművel gördültek le a gyártósorról, a sedan és a GTi hátsó stabilizátorral rendelkezett, továbbá voltak köztük négykerék-meghajtásúak is (4 wheel drive – 4WD). Hajtóművük 1 literes (3 hengeres), valamint 1,3 és 1,6 literes (4 hengeres) benzinmotor volt.
Az 1.0-s változat továbbra is nagy népszerűségnek örvendett. A kicsi motorból ekkor már 53 LE-t (39 kW) csikartak ki a gyárban.
A GTi-k is tovább fejlődtek: erősebb motorblokk, jobb szívósor és kipufogórendszer és módosított ECU vezérlés (ECU = electonic/engine control unit – elektronikus motorvezérlő egység) tartozott az új szériához. Ezenfelül elöl és hátul egyaránt tárcsafékek gondoskodtak a kellő időben történő megállásról.
A Cultus GTi motorja magasabb kompresszióval (11.5:1) dolgozott. Ennek és a módosított szívósornak, púpos dugattyúknak, a vezérműtengelynek és az ECU-programnak köszönhetően az autó teljesítménye már 113 LE-re (84 kW) emelkedett.
Érdekesség: némelyik Cultus 4WD változatban is készült, ám ezek kevésbé voltak népszerűek, mert ugyanakkora teljesítmény mellett a tömegük jóval nagyobb volt, mint a kétkerék-meghajtású társaiké.
Észak-Amerikában az MK2-es GTi-ket a Volkswagennel való megállapodás értelmében GT jelzéssel hozhatták forgalomba. Rövidesen 8 szelepes GLX felszereltségű Swiftek is megjelentek az utakon, ezek 1990-ig voltak gyártásban, az olcsóbb, 3 ajtós GA, GL és 4 ajtós GS változatok azonban továbbra is elérhetőek maradtak.

### Suzuki Swift MK8 (1993–2004)

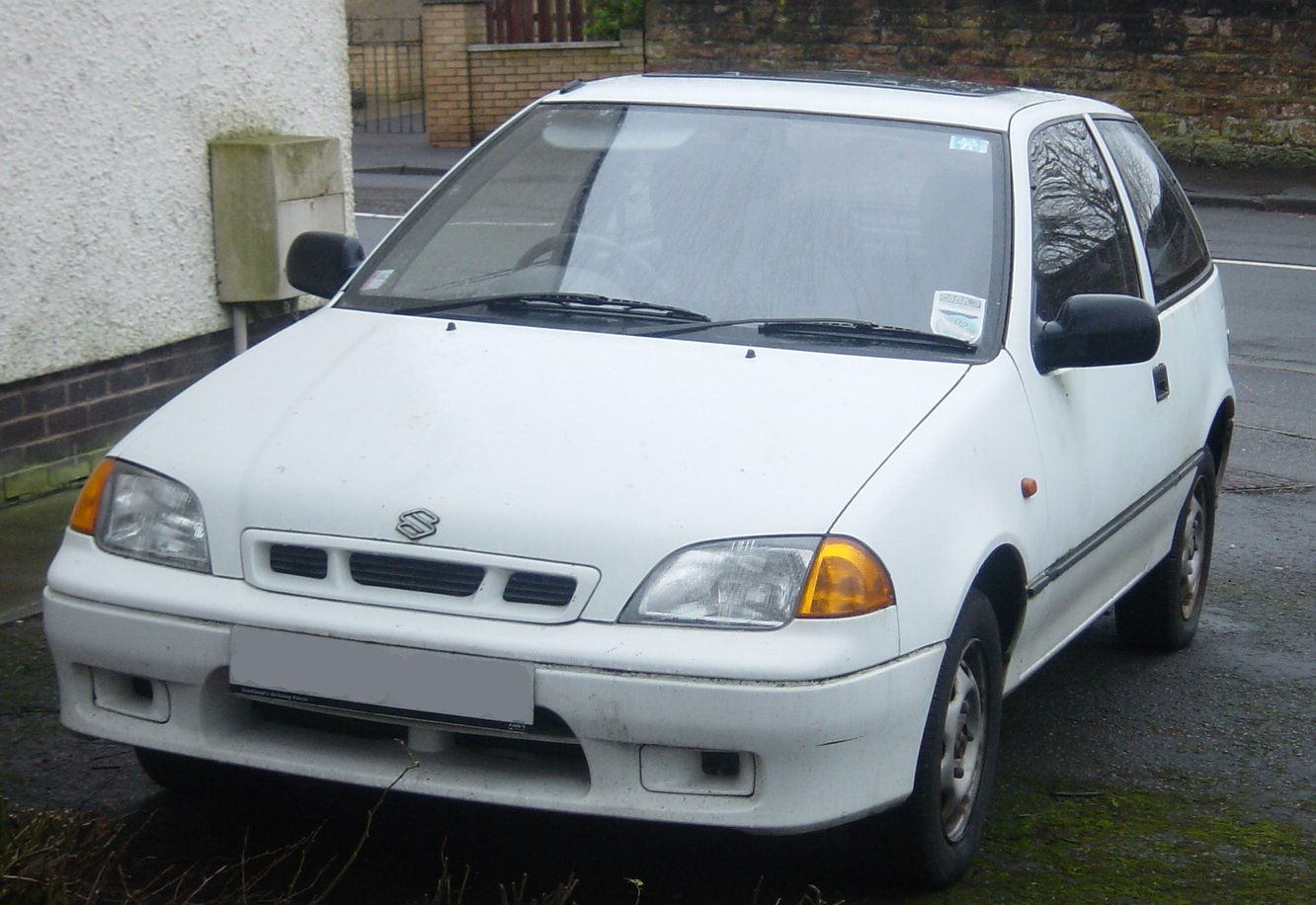
Suzuki Swift 1993 – 2004

Az MK3 és a korábbi MK2 közti különbség a lökhárítókban, a lámpákban és a belső dizájnban keresendő. Észak-Amerikában 1994-ben, míg Japánban 1998-ban fejeződött be a 3. szériás Swiftek gyártása. Európában ez a típus MK2-Type2 néven vált ismertté: ezt a típust készítette a Magyar Suzuki Rt. Esztergomban 1992 – 2003 között. Később három alkalommal végeztek ráncfelvarrást a modellen: elsőként 1996-ban (MK3-Type1), majd 2000-ben (MK3-Type2), végül 2002-ben (MK3-Type3). 2002 szeptemberében aztán befejeződött a 3 ajtós modellek gyártása, decemberben pedig elhagyta a gyárat az utolsó Sedan is. Utoljára az 5 ajtós ferde hátú változat gyártását állították le, 2003 márciusában.
Ha egészen pontosak akarunk lenni:
- SWIFT 1 (1992.09.-1996.08.) Euro I.
- SWIFT 2 (1996.08.-1999.08.) Euro II.
- SWIFT 3 (1999.08.-2001.08.) Euro II-III.
- SWIFT 4 (2001.08.-2003.03.) Euro III.

Távol-Keleten (Indiában és Kínában) továbbra is folyik a „régi” Swiftek gyártása, illetőleg Kanadában fut még egy MK3.5-ös széria, de azok már nagyon távol állnak a Magyarországon gyártott Swiftektől.

### Suzuki Swift MK4 (2004–2010)

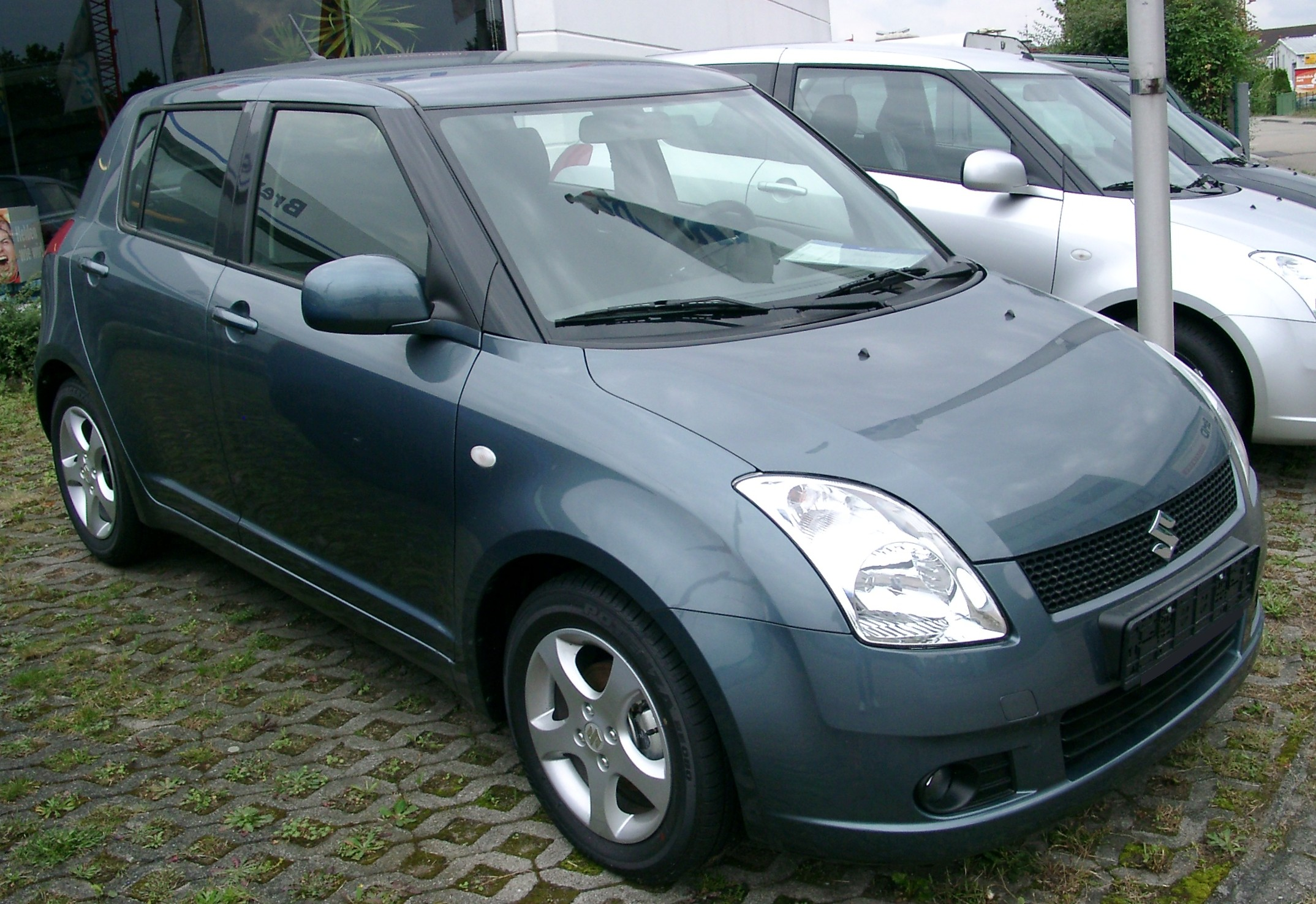
Suzuki Swift 2004 – 2010

Az MK4-es Swift („új Swift”) két év kihagyás után 2005-ben mutatkozott be. Modern, fiatalos formájával egyből az eladási listák élére került.
Az autó nagy fejlődésen ment keresztül az előző generációhoz képest. Az alapfelszereltség része minden autóban a 2 első légzsák, az ABS és a szervokormány (magyarországi eladásokra szánt autók). 3 motortípus közül választhatunk: 1,3-as és 1,5-ös benzines (92 és 102 LE), valamint az 1,25-ös DDiS (Fiat dízel motor). A felszereltség is igen pazar szintet érhet el: a maximális szinten (GS) kulcs nélküli indítást, 8 légzsákot és digitális klímát is kapunk. A törésteszten 4*-ot szerző kisautó a szkeptikusokat is meggyőzte: „Ideje másképp gondolni a Suzukira!”
MK4 Type 1 -(Új Swift - 2005, 3ajtós) (új Swift – 2005, 5ajtós)
A „GTi”-k szerelmesei 2006-tól örülhettek az új sportgépnek. Az SSS (Suzuki Swift Sport) névre keresztelt autó 1,6-os motort kapott, ami 125 LE-t teljesít. Az autó a „sima” verziótól eltérő felfüggesztést, sport futóművet és lengéscsillapítókat, első és hátsó lökhárítókat, hátsó lámpákat és 17-es felniket kapott. A beltérben bőrkormány, alupedálok, sportülések kényeztetik a pilótát. 
(Swift Sport) (SSS beltér)
Az első szériát először csak apróságokban módosították, egyedüli látható eleme a külső tükör volt. Változott még a multikormány, a fogyasztásmérő kijelzője, az ajtók reteszelése. 2007-ben megtörtént az első látható modellfrisítés: változtak a lökhárítók, a hátsó lámpák, a beltérben lecserélődtek a kárpit anyagok, a csomagtér dupla fedelet kapott (felszereltségfüggő). (Ráncfelvarott Swift - Type2)
Sajnos voltak apróbb „malőrök” is az új Swifttel – több esetben történt visszahívás. (Üzemanyag-visszavezető cső, fékfolyadékcső, kézifék, a csomagtér nem megfelelő korrózióvédelme stb.)

### Suzuki Swift MK5 (2010–2017)

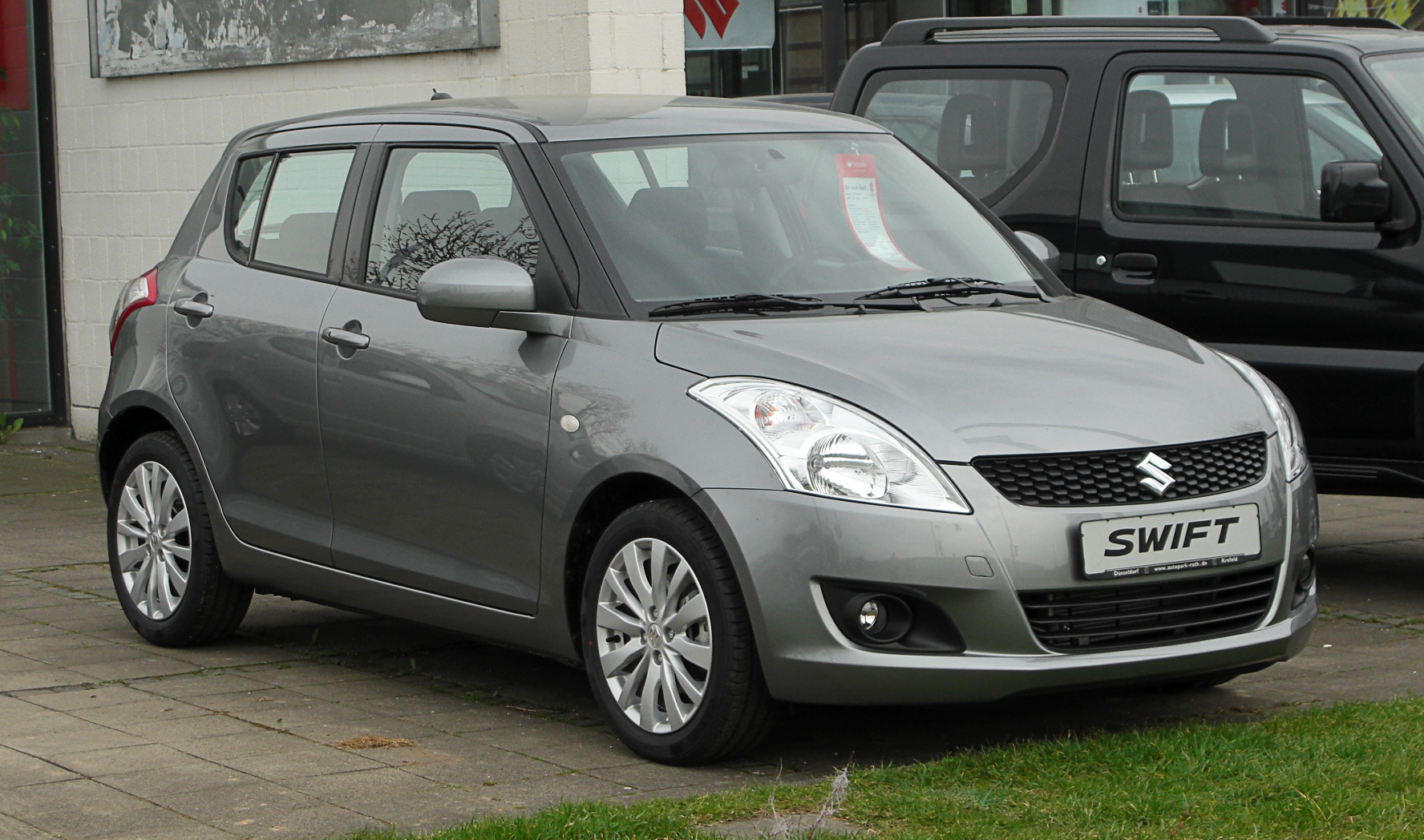
Suzuki Swift 2010 – 2017

2010 júniusában mutatták be az új Swiftet, ami bár első ránézésre csak az előző széria frissített változata, viszont szinte egyik alkatrésze sem egyezik meg az előddel.
Az új swift megtartotta az elődből megismert 1.25-ös DDIS motort ami az Euro 5-ös károsanyag-kibocsátási normákat is teljesíti, tehát lesz benne részecskeszűrő, ezáltal 124 gramm helyett már mindössze 109 gramm szén-dioxidot enged a levegőbe kilométerenként. A korábbi 1.3-as motort váltja a korábban Splash-ból megismert, de továbbfejlesztett 1.2-es 94 lóerős benzines motor, melynek fogyasztása és emissziója is kedvezőbb az elődénél, szívó- és kipufogóoldalon is változó szelepvezérlésű (dual-VVT) motor, nyomatéka 118 Nm 4800-as fordulatszámnál, míg fogyasztása 0.8 literrel csökkent 100 km-enként. Károsanyag kibocsátása 140 g/km-ről 116g/km-re csökkent. Az elődből megismert 1.5-ös benzinmotort törlik a kínálatból, viszont az 1.6-os megmarad a sport változatban, de ez csak 2011-ben fog piacra lépni. Az alapfelszereltség is bővült, mivel széria a 7 légzsák, az elektromos menetstabilizáló, és a légkondicionáló berendezés. Megnőttek a méretei is, a szélesség 5 mm-t, a hosszúság viszont 90 mm-t nőtt, tengelytávot szintén megnövelték 50 mm-rel, és magasabb is lett az autó 10 mm-rel. Elöl 20, hátul 15 mm-rel bővült a nyomtáv, tehát várhatóan javul az eddig sem rossz kanyarstabilitás is. A csomagtér 201 literes lett, és mind a 4 kereket tárcsafék lassítja.
Az új Swift legnagyobb változása viszont mégsem ez lesz, hanem az, hogy a világon először Esztergomban fogják gyártani, és csak később kezdődik meg a Japán anyavállalatnál történő gyártása.

### Suzuki Swift MK6 (2017–2024)

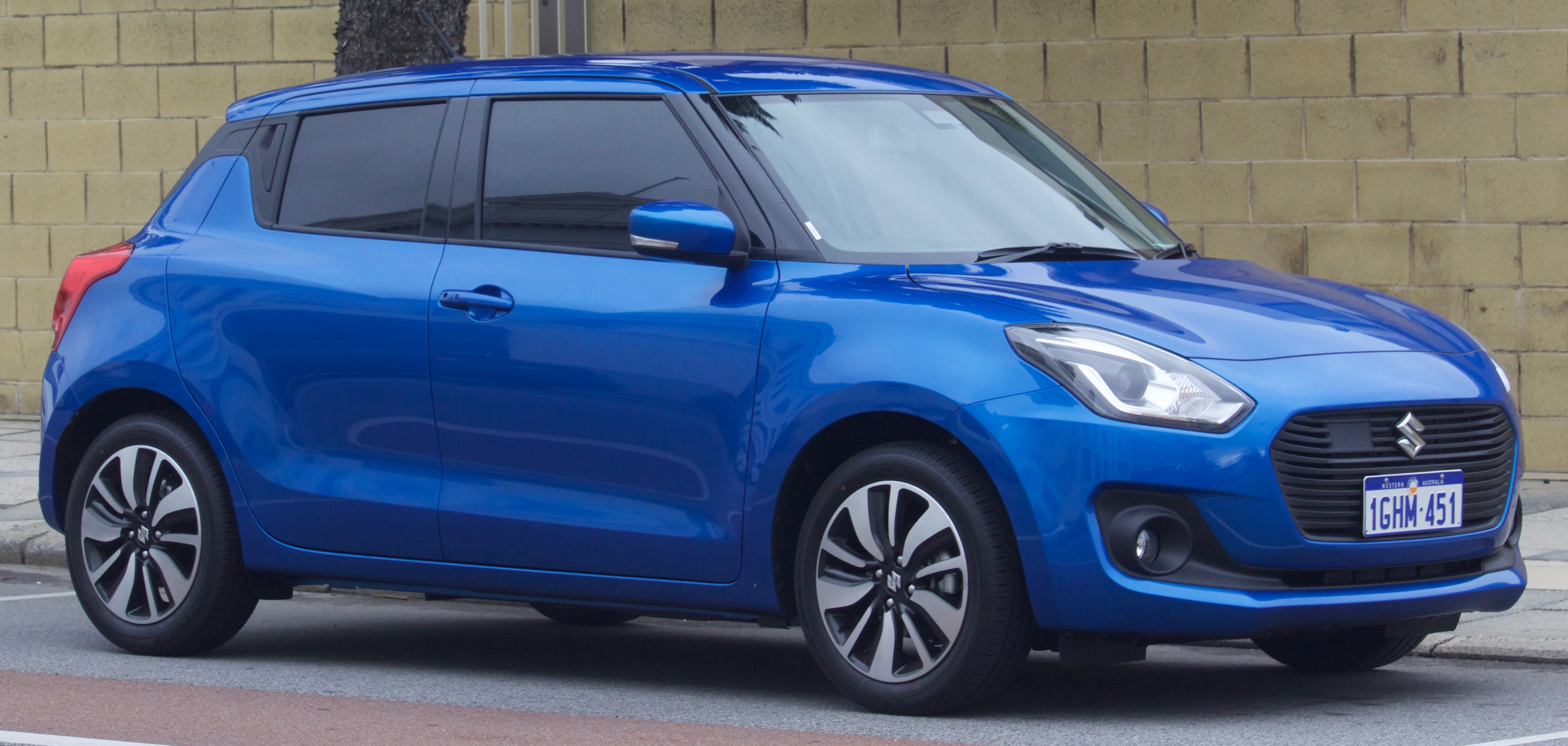
Suzuki Swift 2017–től

Az MK6-os Swiftet 2017-ben mutatta be a Suzuki. Teljesen más, sokkal fiatalosabb formatervet képvisel az előző generációkhoz képest. A motorkínálat eleinte három tagból állt. Az alapot az 1.2 DualJet 4 hengeres szívóbenzin motor jelentette. 90 lóerő leadására volt képes, továbbá lehetett felárért egy 12 voltos SHVS mild hybrid rendszert is kérni hozzá. De kapható volt AllGrip Auto összkerékhajtással is. Kapható volt egy 111 lóerős egy literes, háromhengeres turbómotorral is, ehhez is kérhető volt az SHVS rendszer. Természetesen létezett Sport változat is 1.4 literes, négyhengeres turbómotorral, 140 lóerővel. A sportváltozat alacsonyabb, keményebb futóművet, dupla kipufogót és egyéb optikai tuningokat kapott. A facelift 2020 végén érkezett. A facelift megváltoztatta a hűtőrácsot, már alacsonyabb felszereltségnél is több extrát adott és leszűkült a motorkínálat is. Az egyliteres motort kidobták. Az egykettes motor már alapból mild hybrid lett. A motor 90 lóerő helyett csak 83-at tud, de a forgatónyomaték nőtt, így összességében jobb lett. A Sportváltozat eddig nem volt kapható mild hybridként, viszont most már alapból az lett, igaz, 140 lóerő helyett csak 129-et tud.

## A Swift gumiabroncsai
A Suzuki Swift-re való gumiabroncsok a modelltől függően 155 70 R13 75 T és 195 45 R17 81 W között helyezkednek el. A Suzuki Swift-re gyárilag nem szerelnek fel lépcsőzetes abroncsokat, így az azokban ajánlott gumiabroncs-nyomás mind a négy kerékre 2,0-től 2,8 bar-ig terjedhet attól függően, hogy melyik modellről van szó.